# Märklin

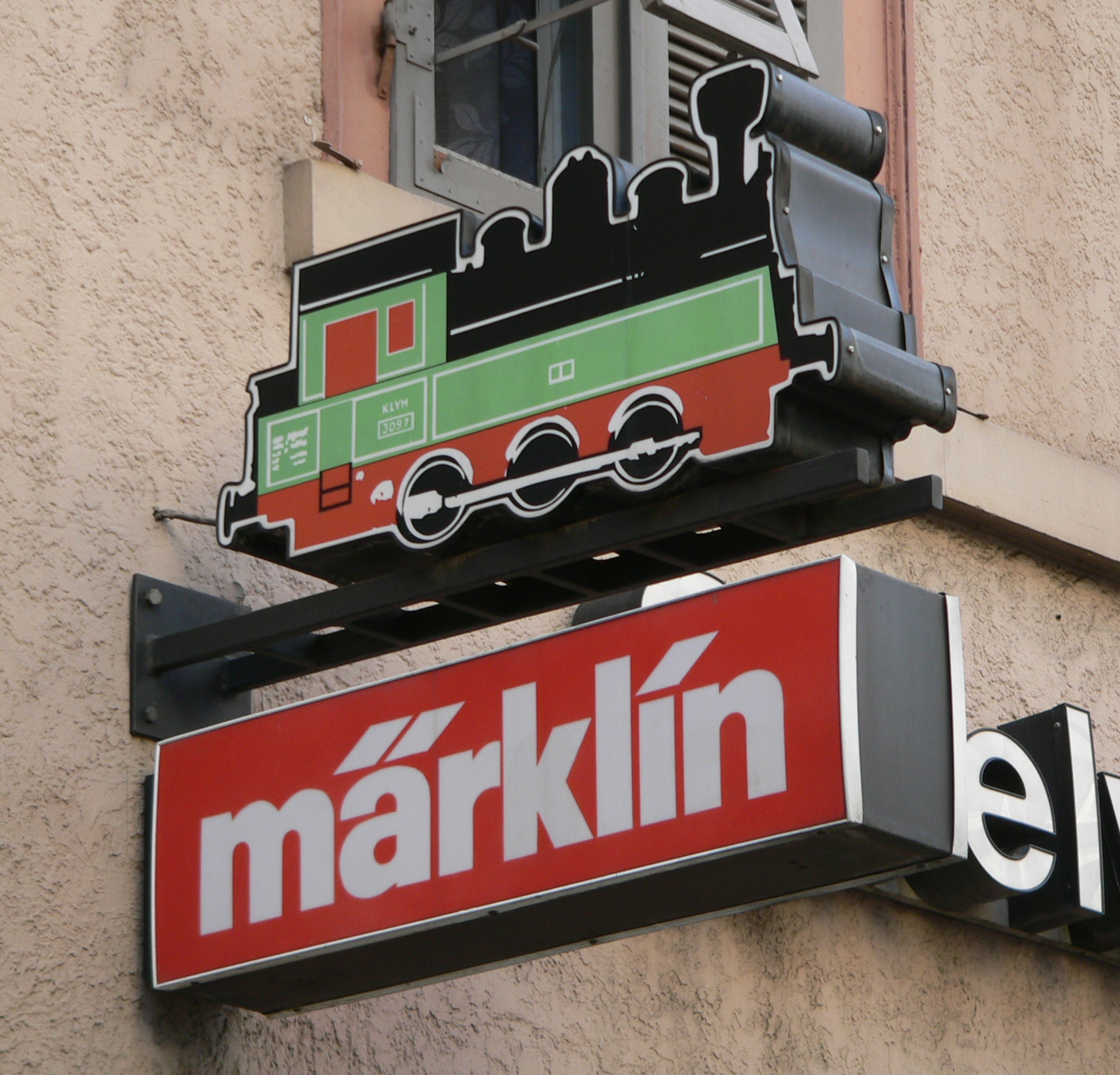
Märklin-logo

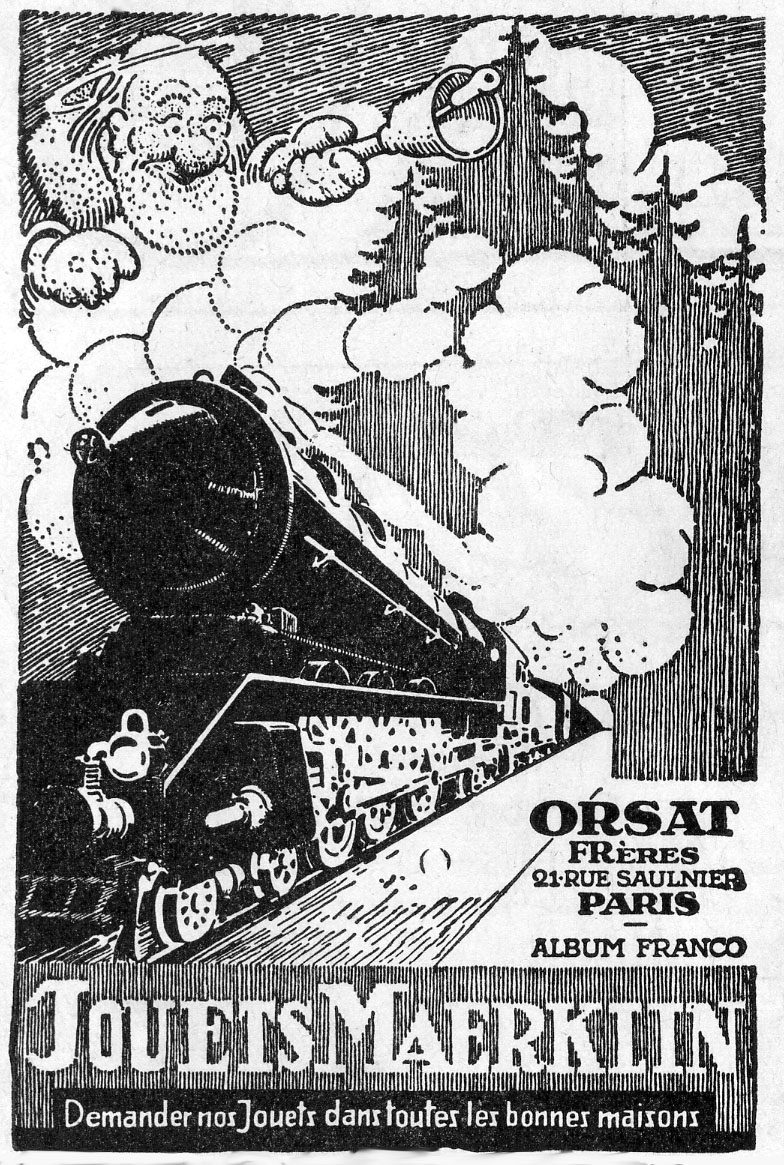
Märklin-publiciteit uit 1923

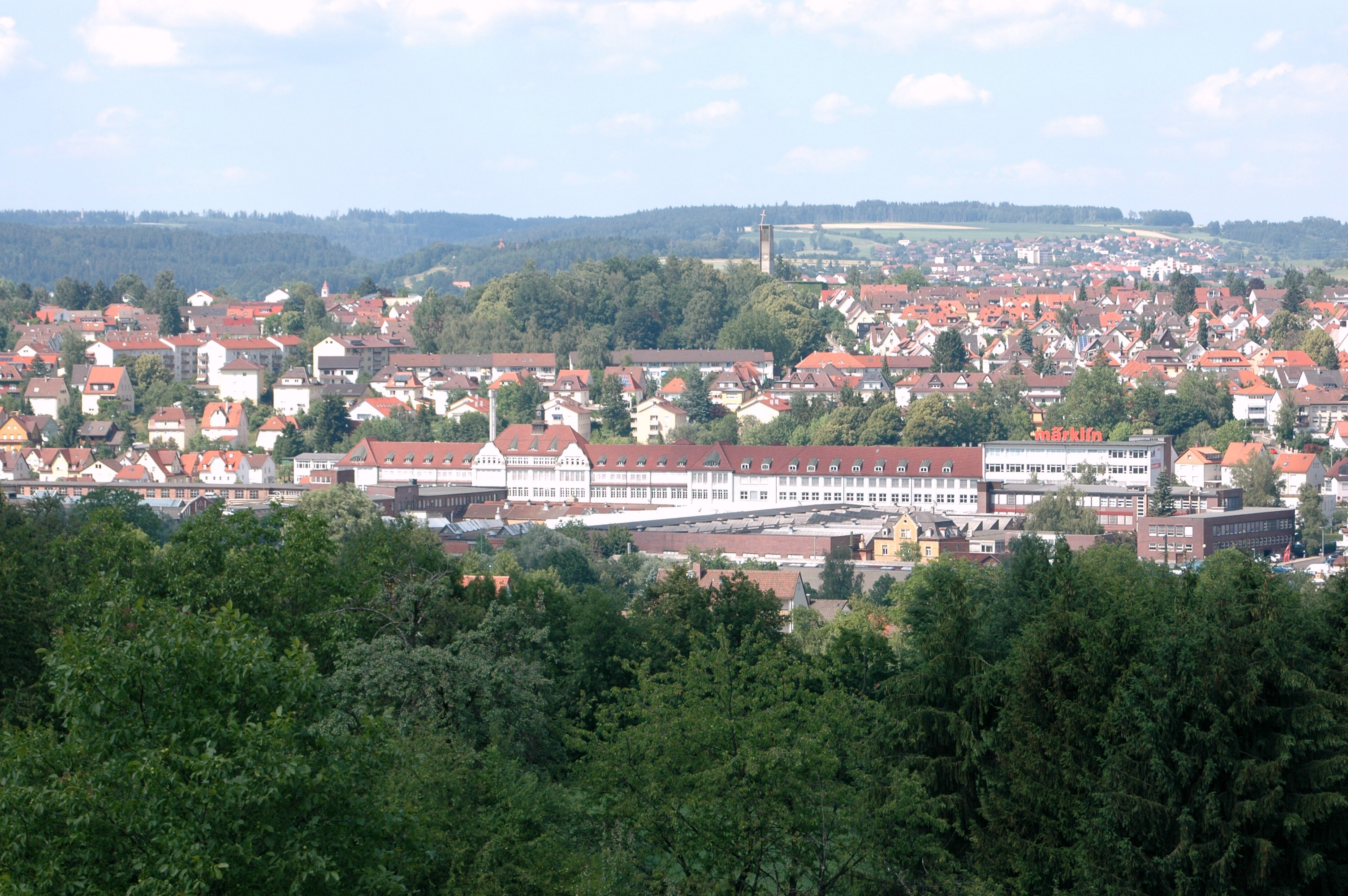
Fabrieksgebouw van Gebr. Märklin & Cie. GmbH te Göppingen.

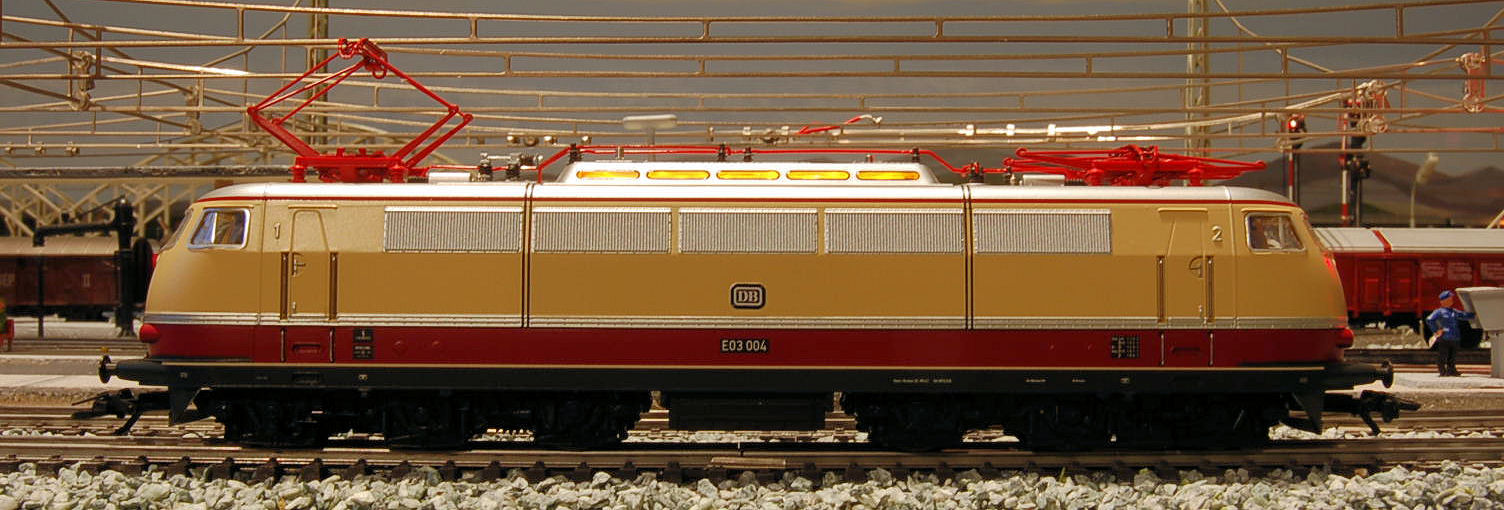
Een Märklin-locomotief van de Duitse serie E03

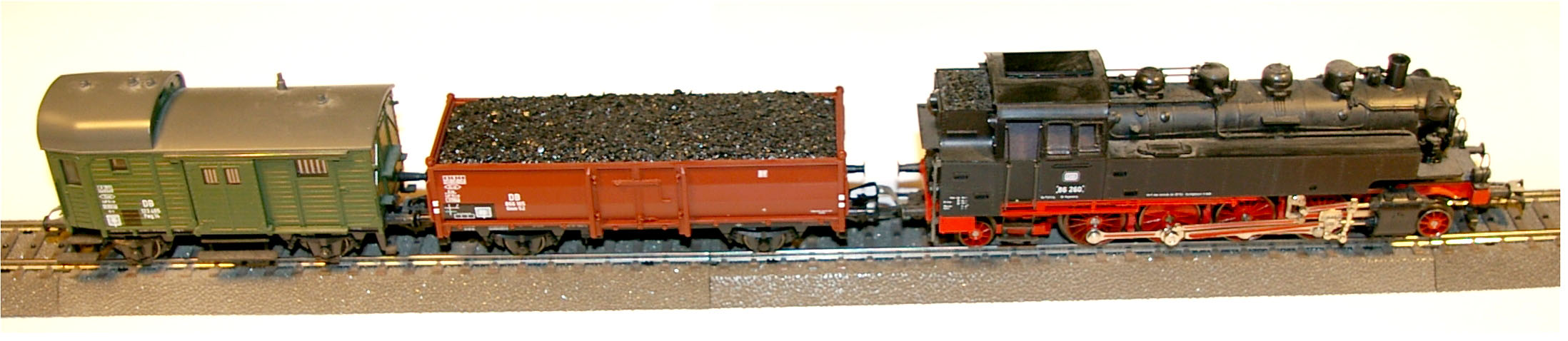
Een standaard-beginset van Märklin in schaal H0

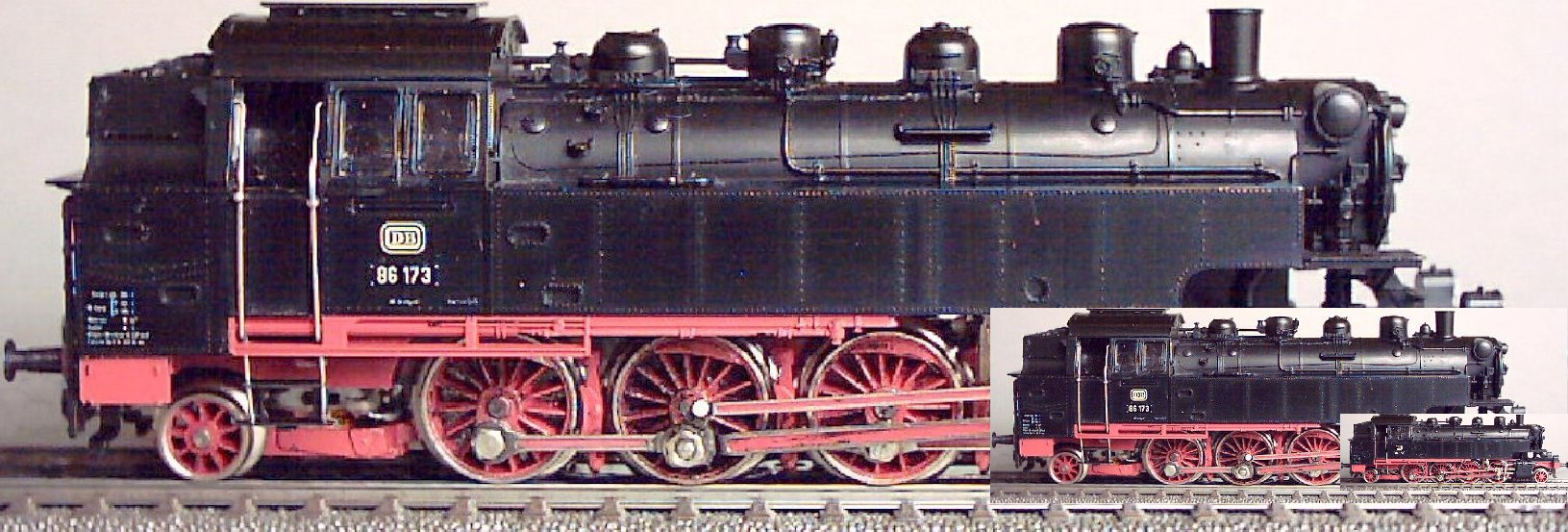
Märklin-locomotief in schalen 1, H0 en Z

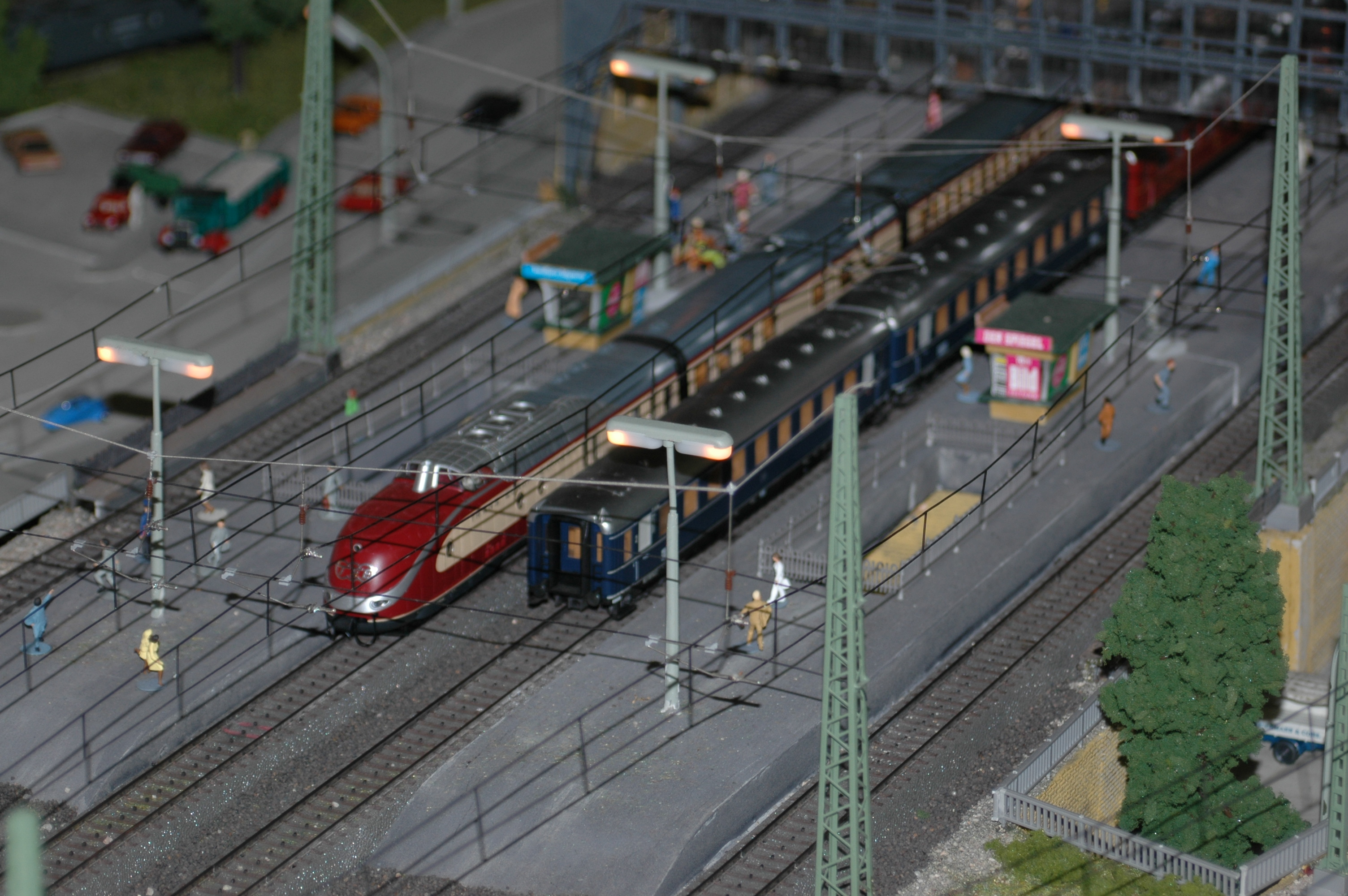
Märklin-modelspoorbaan in het Märklin-museum in Göppingen.

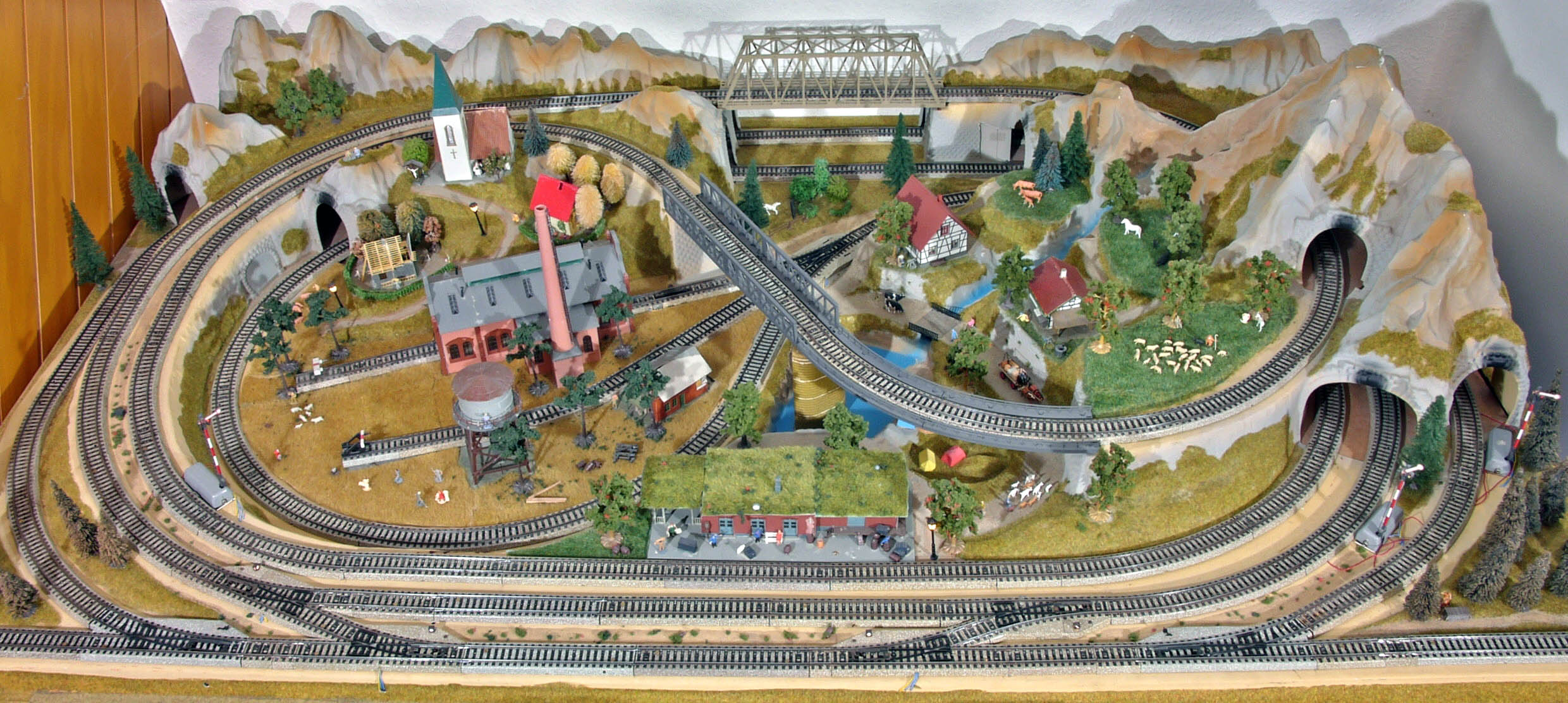
Een H0-modelspoorbaan, naam 'Mittenwald', voor het Märklin-systeem uit 1955, gemaakt door Noch GmbH & Co. KG.

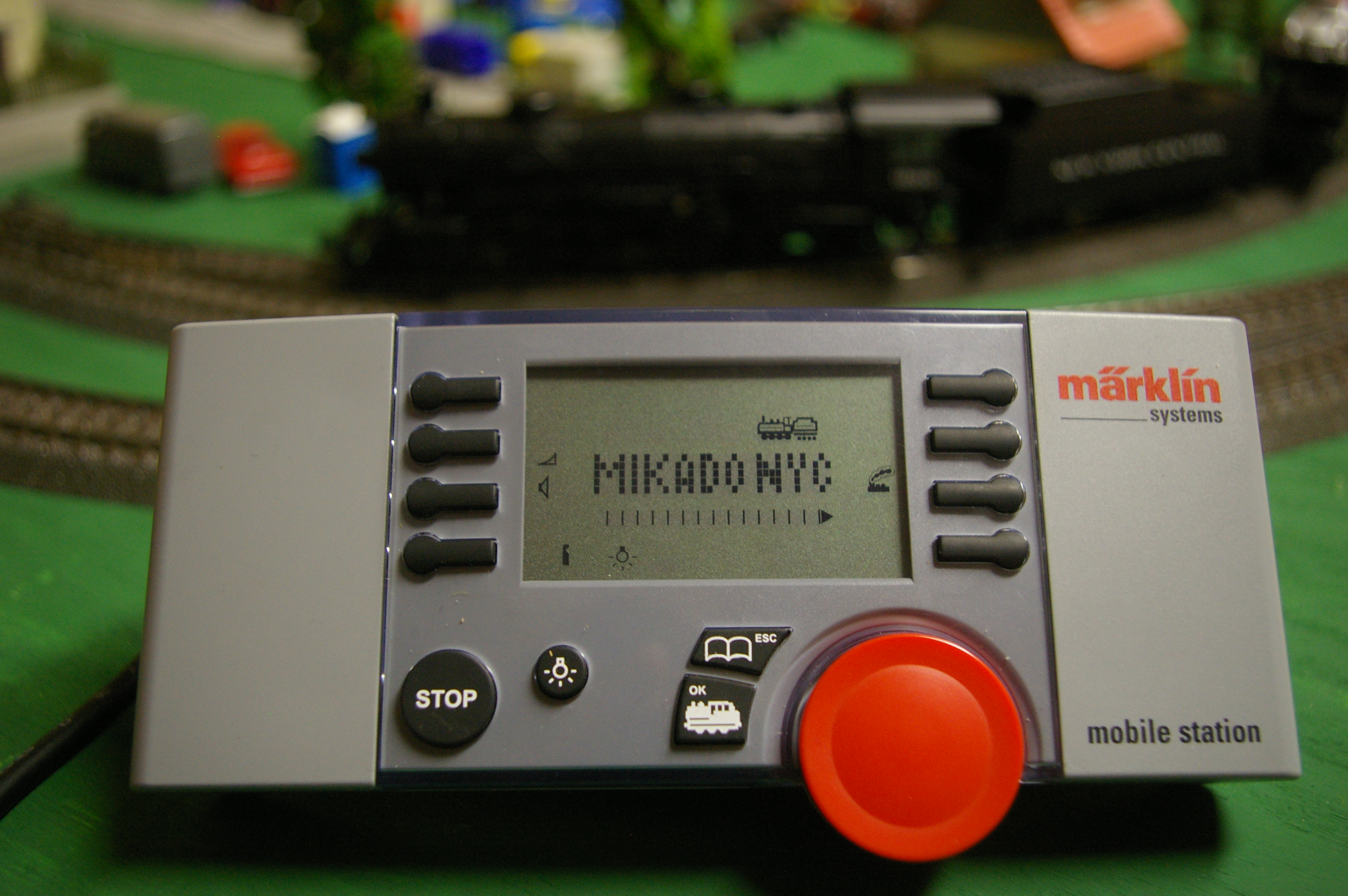
Het Märklin Mobile Station I (Märklin Systems)

Märklin is een modeltreinfabrikant, in 1859 opgericht door meester-loodgieter Theodor Friedrich Wilhelm Märklin uit het Zuid-Duitse Göppingen.

## Geschiedenis
In de beginjaren legde Märklin zich toe op de productie van keukenattributen van wit gelakt blik voor poppenhuizen. Na het overlijden van Theodor in 1866 nam zijn vrouw Caroline de leiding van de onderneming over. Na de overname van de onderneming door de beide zoons Carl en Eugen Märklin in 1888 ging het bergopwaarts met de onderneming. In 1891 presenteerden ze op de Leipziger Messe een opwindbare speelgoedtrein met een uitbreidbaar railsysteem; de modeltrein was geboren.
In 1935 introduceerde Trix Express de schaalgrootte H0 (schaal 1:87), waarmee het voor het eerst mogelijk werd om een modelspoorbaan in een woonkamer aan te leggen. Deze schaal wordt later door andere fabrikanten van modelspoortreinen zoals Fleischmann, Lima, Roco en Märklin overgenomen als standaard. Märklin gebruikt als enige Europese fabrikant wisselspanningsmotoren.
In de jaren vijftig produceerde Märklin ook de nu door verzamelaars erg gezochte modelauto's. De auto's waren toen ongeveer twee maal zo duur als die van concurrent Dinky Toys. Ook maakte het bedrijf Meccano-compatibele bouwdozen waaraan componenten (zoals elektromagneten) waren toegevoegd voor het maken van allerlei elektrische apparaten: Märklin ELEX (zie de tweede foto in de ‘galerij’ hieronder).
In 1963 werd HAMO, een fabrikant van modeltrams uit Neurenberg, overgenomen. In de volgende jaren werden in totaal vijf modellocomotieven onder beide merknamen op de markt gebracht. Vanaf 1966 werden voor twee-rail gelijkspanning geschikte uitvoeringen van de locomotieven onder dit merk verkocht.
Vanaf 1969 werd een deel van de Märklin-producten, vaak in een iets minder gedetailleerde uitvoering, ook onder de naam PRIMEX op de markt gebracht. Hierdoor konden ook warenhuizen en supermarkten de treinen in het assortiment opnemen, waar tot dan toe de verkoop van Märklin-artikelen uitsluitend was voorbehouden aan erkende modelspoorwinkels.
In 1970 begon Märklin met de productie van smalspoormodellen op schaal 1:45, rijdend op dezelfde rails als de H0-modellen, onder de naam MINEX. Omdat dit weinig succesvol bleek werd de serie al na drie jaar weer uit productie genomen. Overigens was de naam al eerder - in 1939 en 1940 - gebruikt voor metaalbouwdozen, bestaande uit onderdelen die half zo groot waren als die uit de Märklin "Metall" bouwdozen, en vervaardigd uit aluminium.
De naam Alpha werd in 1988 geïntroduceerd voor futuristisch uitziende speelgoedtreinen op schaal H0, bedoeld voor jonge kinderen. Wegens zwaar tegenvallende verkoopaantallen werd het Alpha-programma in 1996 stopgezet. De speciale kunststof rails (Gleis 2000) zijn echter wel gebleven en de productie en ontwikkeling is onder de naam C-rails verdergegaan. Deze C-rails (de C komt van "Click") heeft uiteindelijk de metalen M-rails vervangen als Märklins standaard rails. De M-rails werden van 1935 tot 2000 geproduceerd.
Vanaf 1991 werden de wat minder fraai uitgevoerde modellen in de catalogus ondergebracht in het zogenaamde HOBBY-programma. Vaak waren dit de wat oudere, meer robuust uitgevoerde modellen - die tot dan toe onder het merk PRIMEX verkocht werden - aangezien die goedkoper zijn en meer geschikt als speelgoed. Inmiddels gebruikt Märklin zelf de naam "HOBBY" niet meer. De goedkopere locomotieven worden aangeduid met 36-nummers (36***); de duurdere series worden aangeduid met 37- (37***) en 39-nummers (39***).
Vanaf 1992 werd de digitale besturing van de locomotieven ingevoerd. Door middel van de digitale apparatuur (Märklin Digital) kan men de snelheid regelen, verlichting in- en uitschakelen en bij veel locomotieven uitgebreide geluidsfuncties bedienen. Märklin ontwikkelde tevens de apparatuur om de digitale locomotieven mee aan te sturen.
Op 1 januari 1997 werd de firma Trix uit Neurenberg, fabrikant van onder andereMinitrix (en voorheen ook Trix Express en Trix Express International), door Märklin overgenomen.
Sinds maart 2006 circuleerden geruchten omtrent een mogelijke verkoop van het bedrijf. Dit omdat Duitse banken steeds minder bereid waren om in firma's als Märklin te investeren. Op 12 mei 2006 is, met algemene instemming van de directie en alle 22 aandeelhouders, het bedrijf verkocht aan de Britse investeringsmaatschappij Kingsbridge Capital Limited.
Märklin en haar moederbedrijf Kingsbridge Capital zijn op 26 juli 2007 overeengekomen het failliete LGB, een andere modelspoorfabrikant, op te kopen voor 5,9 miljoen dollar.
Märklin produceerde in 2007 de volgende schalen: 1:22,5 (schaal G), 1:32 (schaal 1), 1:87 (schaal H0), 1:160 (schaal N) en 1:220 (schaal Z), en is eigenaar van Trix, LGB en Hübner.

## Van insolventie naar winst
Op 4 februari 2009 werd bericht dat de fabrikant insolvent is geworden nadat de Landesbank Baden-Württemberg, een leninggevende bank, geweigerd heeft om een lening te verlengen. Volgens Märklins eigen persbericht (in 2009) wenst het bedrijf te saneren en heeft het om faillissementsbescherming gevraagd, terwijl de productie voorlopig onveranderd wordt voortgezet. Al aan het begin van 2010 kwamen de eerste positieve berichten naar buiten: Märklin maakt weer winst. Per 1 januari 2011 is het traditionele Duitse bedrijf niet meer insolvent.
Inmiddels slaat Märklin een andere weg in. Naast de dure locomotieven breiden zij nu ook het assortiment van goedkopere locomotieven uit (36***), om zo een grotere markt aan te spreken. Märklin moderniseert daarnaast ook op andere vlakken. Zo is Märklin gestart met Märklin TV en kan het modelspoor tegenwoordig worden bediend met een smartphone of tablet. Ook richt Märklin zich nu meer op het buitenland. Waar Märklin vroeger vooral Duitse treinen produceerde, zijn er nu Franse TGVs, Nederlandse Koplopers en Amerikaanse Big Boys.
Sinds kort vindt men overal ter wereld ook Märklin Stores en Märklin Shop-in-shops (kortweg: Shops); speciale winkels die de exclusiviteit van het merk nog extra kunnen benadrukken.
Augustus 2011 startte Märklin het goedkopere MyWorld concept om nieuwe modelbouwers en herintreders naar het merk (terug) te lokken. Tevens is het de bedoeling om met deze reeks weer in speelgoedwinkels weer schapruimte te veroveren.
De meest recente ontwikkeling bij Märklin is dat in februari 2013 is aangekondigd dat er een nieuwe eigenaar is. Simba Dickie, een Duitse familie-onderneming van meerdere speelgoedmerken heeft ook Märklin toegevoegd aan haar portfolio.

## Galerij

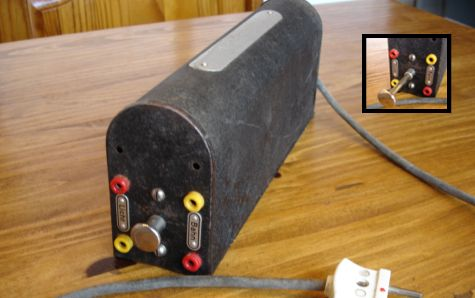
20 volts Märklin transformator met snelheidsregelaar - 1930
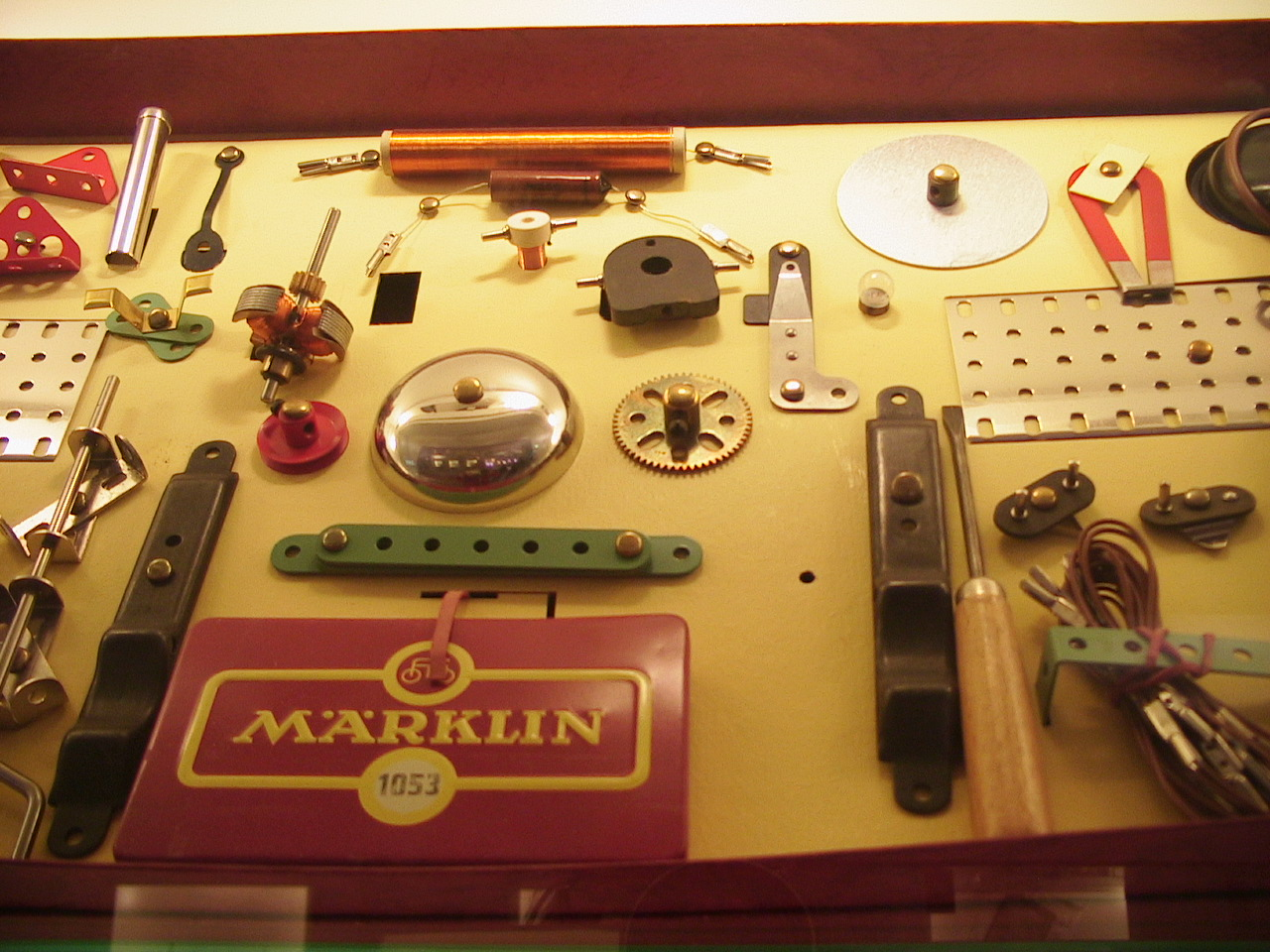
Märklin bouwdoos technisch speelgoed
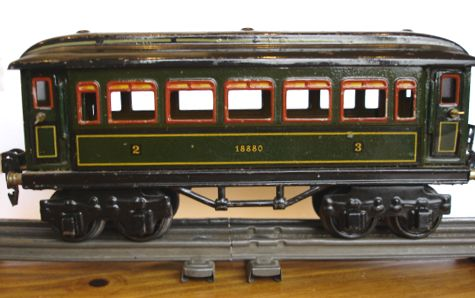
Märklin spoor 0, personenrijtuig 1888/0 - 1930
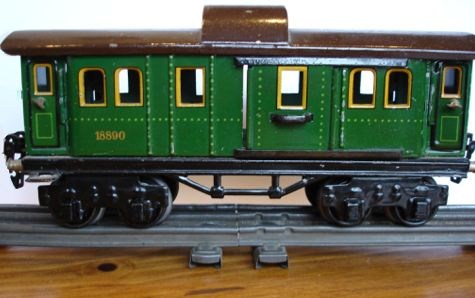
Märklin spoor 0, postrijtuig 1889/0 - 1930
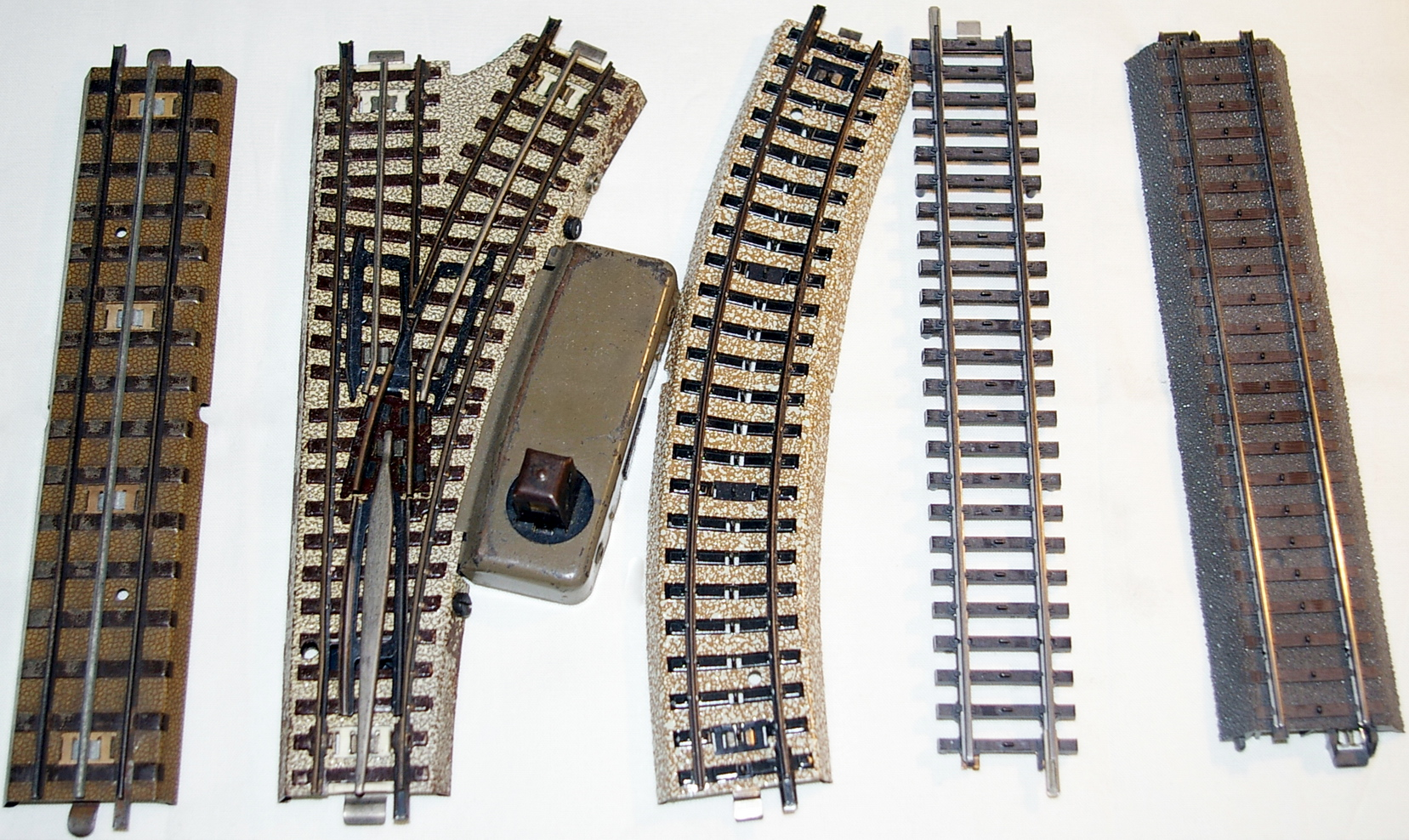
Verschillende uitvoeringen H0-modelrails van Märklin.
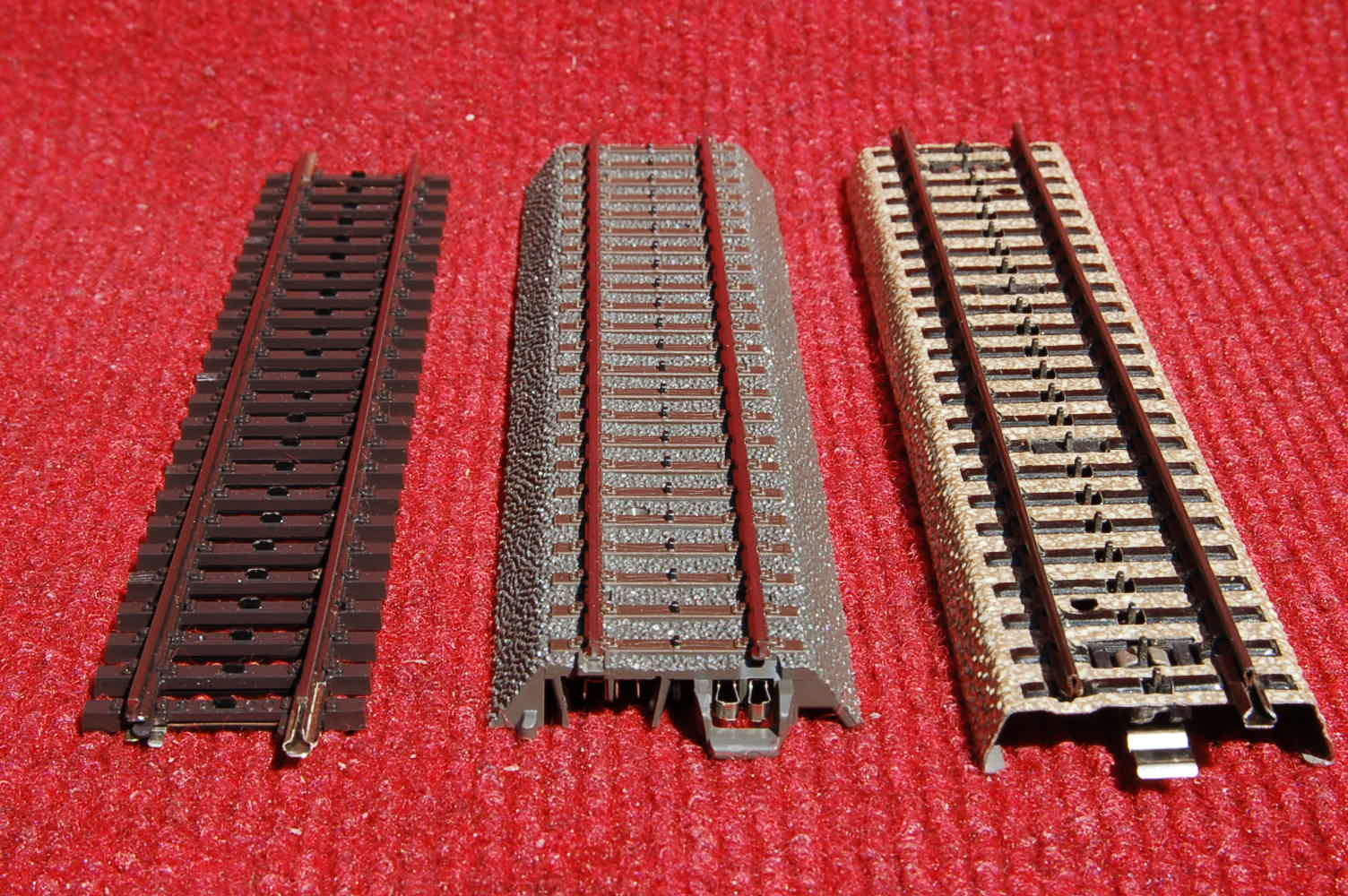
Drie typen H0-modelrails van Märklin (K, C en M) met de contactpunten in het midden.
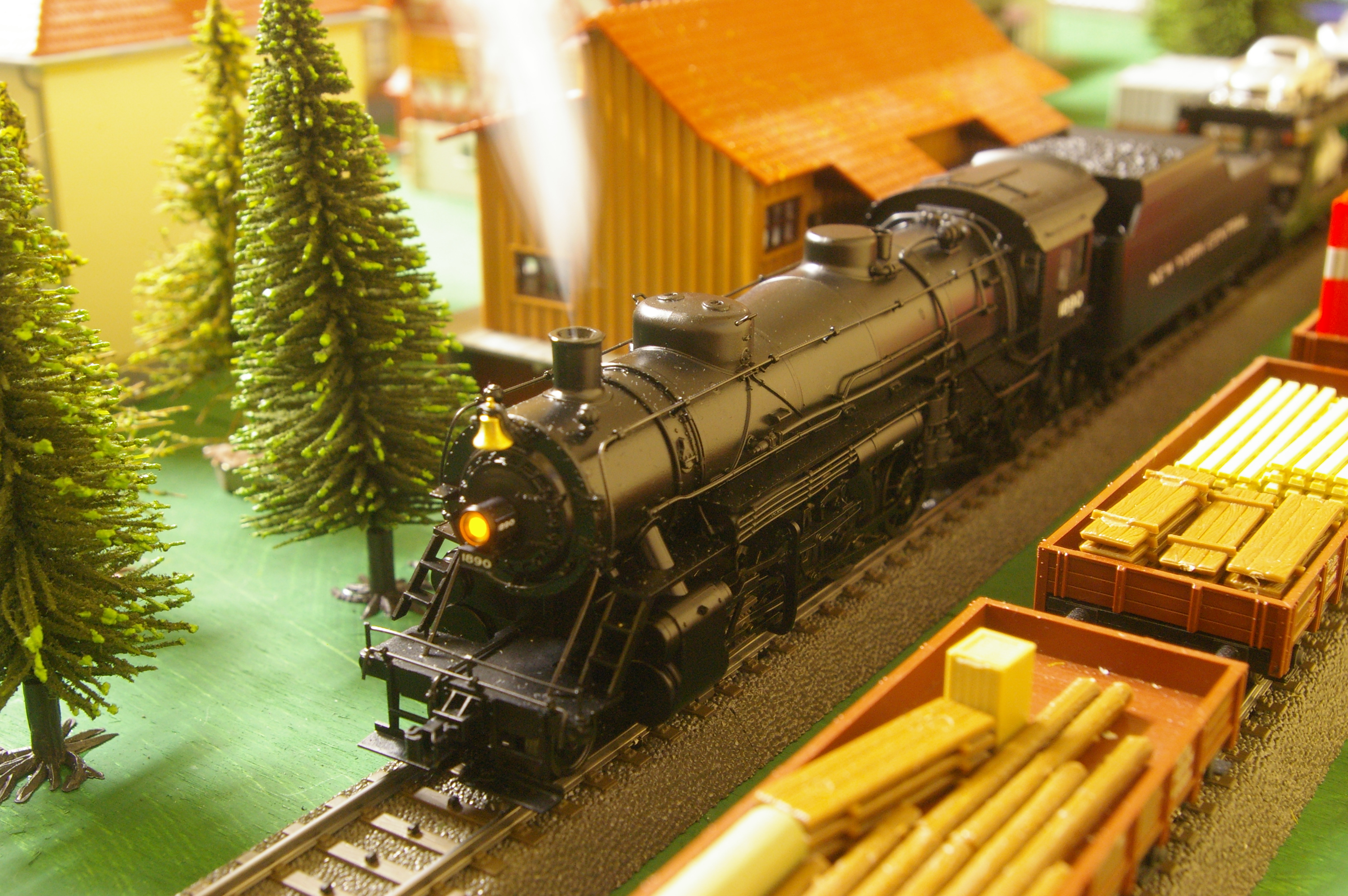
Märklin "Mikado" (Amerikaanse locomotief)
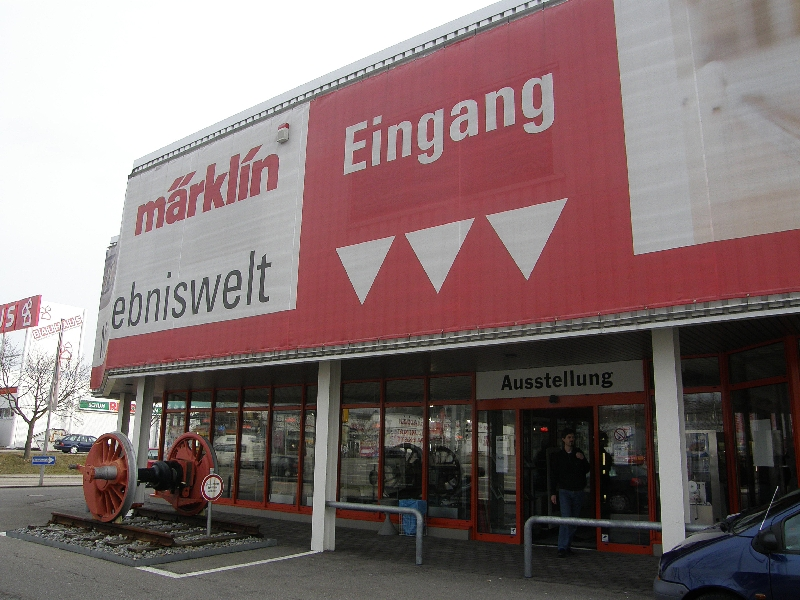
Märklin Museum in Göppingen